# Berserker (Amon Amarth)
Berserker is het elfde studioalbum van de Zweedse melodic deathmetal band Amon Amarth. Het werd uitgebracht op 3 mei 2019 via Metal Blade Records en Sony Music. Het album werd geproduceerd door Jay Ruston en is het eerste album van de band met drummer Jocke Wallgren, die zich in 2016 bij de band voegde.

## Kritische receptie
Het muziektijdschrift Exclaim! beoordeelde het album met een 8/10, waarbij hij de "muziek beschreef as sterke en bombastische muziek" en verklaarde dat het album "enkele van de beste muziek" sinds Twilight of the Thunder God. Loudwire noemde het een van de 50 beste metalalbums van 2019.

## Tracklijst
Alle nummers geschreven door Amon Amarth

| 1.                 | "Fafner's Gold"                        | 5:00 |
| 2.                 | "Crack the Sky"                        | 3:49 |
| 3.                 | "Mjölner, Hammer of Thor"              | 4:42 |
| 4.                 | "Shield Wall"                          | 3:46 |
| 5.                 | "Valkyria"                             | 4:43 |
| 6.                 | "Raven's Flight"                       | 5:20 |
| 7.                 | "Ironside"                             | 4:30 |
| 8.                 | "The Berserker at Stamford Bridge"     | 5:13 |
| 9.                 | "When Once Again We Can Set Our Sails" | 4:24 |
| 10.                | "Skoll and Hati"                       | 4:27 |
| 11.                | "Wings of Eagles"                      | 4:03 |
| 12.                | "Into the Dark"                        | 6:48 |
| Totale duur: 56:45 |                                        |      |

## Personeel

### Amon Amarth
- Johan Hegg − zang
- Olavi Mikkonen − eerste gitaar
- Johan Söderberg − slaggitaar
- Ted Lundström − basgitaar
- Jocke Wallgren − drums

### Productie
- Jay Ruston − productie
- Michael Lord – orkestratie op "Into the Dark"

### Coverkunst
- Brent Elliott White – coverkunst, interieurkunst

- MusicBrainz release group: fa6b9363-3fe4-490c-a6d4-c148d19af25c